# Nanna Lüders Jensen
Nanna Lüders Jensen, nota anche con lo pseudonimo di Nanna (23 luglio 1963), è una cantante danese.

## Biografia
Nanna Lüders Jensen è salita alla ribalta nel 1984 grazie alla canzone Buster, colonna sonora del film danese di successo Busters verden. L'anno successivo con il brano Afrika ha vinto un concorso indetto dalla Croce Rossa danese per la canzone ufficiale di una missione di soccorso nei paesi africani. Il singolo ha venduto più di 150 000 copie e ha fruttato alla Croce Rossa quasi tre milioni di corone danesi, rendendola la canzone di beneficenza più redditizia nella storia della Danimarca.
Il primo ingresso di Nanna Lüders Jensen nella classifica danese degli album, lanciata nel 2001, anni dopo il picco di popolarità della cantante, è stato grazie alla raccolta Pletskud og vildskud, che nel 2004 ha debuttato alla 17ª posizione.

## Discografia

### Album
- 1982 – Nanna
- 1984 – Små blå breve
- 1985 – Shi-bu-mi
- 1988 – Fannys hjerte
- 1989 – I Danmark er jeg født
- 1991 – Rocking House
- 1995 – Prinsesse Himmel-i-mund
- 1997 – Sangen har vinger (con Mikkel Nordsø)
- 1999 – Honey I'm Home
- 1999 – Jul på Rådhuspladsen (con Master Fatman e Dan Hemmer)
- 2001 – Livet gror - og det er skønt (con Stig Møller, Peter Ingemann, Ken Gudman e Ørva)
- 2005 – Giv dig hen
- 2011 – Nødigt, men dog gerne
- 2015 – Cowboyland

### Raccolte
- 2004 – Pletskud og vildskud

### EP
- 2014 – Nannas juleguf

### Singoli
- 1982 – Om lidt så.../Sidste chance
- 1983 – Call Me/I Love You
- 1983 – Den sista chansen
- 1984 – I Think I'll Kiss You for a Start
- 1984 – Buster
- 1984 – Helst om kærlighed
- 1984 – Sammenhold, du
- 1984 – Déjà vu
- 1985 – Hold ud
- 1985 – Afrika
- 1987 – Ud over kanten (con Steffen Brandt e Peter Belli)
- 1987 – Et sted i det blå
- 1988 – Forår i fængsel/I et ord alt
- 1989 – Stemmerne i mit hoved/Fannys hjerte
- 1989 – I skovens dybe stille ro
- 1991 – Go Your Own Away
- 1993 – Der er et yndigt land
- 1993 – From All of Us... (con Lis Sørensen)
- 1995 – Danny
- 1997 – Guardian Angel
- 1997 – Confidence
- 2008 – Det lover jeg dig
- 2018 – Birda (con Ookami)

#### Come artista ospite
- 2016 – Fucking Idiot (Marie Eline Hansen feat. Peter Kyed, Peter Peter & Nanna Lüders Jensen)